# Latabár Endre Gyula
Latabár Endre Gyula (néha: Latabár Endre, ifj.) (Kassa, 1872. január 2. – Újpest, 1901. május 18.) színész. A Latabár-színészdinasztia tagja.

## Élete, pályája
Latabár Dezső és Fodor Júlia fia, id. Latabár Árpád unokatestvére.
1890. április 2-án kapott játszási engedélyt, ezen a napon vizsgázott le a Színészegyesületben. Első szerződése Bokody Antalhoz, Nagysurányba kötötte, majd ősztől Győrbe települt át, Somogyi Károly színtársulatához. Később a nagyváradi színház ügyelője volt.
Pályafutása túl rövidnek bizonyult ahhoz, hogy tehetsége teljesen kibontakozhasson.
Sírja az újpesti Öreg temető 1960–1962 közötti felszámolása során megsemmisült, földi maradványainak „nyoma veszett”.

## Főbb szerepei
- Jancsi (Bokor József (zeneszerző): Az édes)
- Curan (Shakespeare: Lear király)
- Börtönőr (Deréki Antal: Dreyfuss)

## Működési adatai
- 1891–92: Sopron
- 1892: Pécs
- 1892–93: Sopron, majd Kömley Gyula
- 1892–93: Szatmár
- 1894–99: Makó Lajos
- 1899 nyara: Városligeti Színkör
- 1899 tele: Relle Iván
- 1900: Városligeti Színkör, majd Nagyvárad